# 布法羅哈特鎮區 (密蘇里州麥克唐納縣)
布法羅哈特鎮區（英語：Buffalo Hart Township）是位於美國密蘇里州麥克唐納縣的一個行政鎮區。

## 地方資料
布法羅哈特鎮區的面積為33.00平方千米，皆為陸地。根據2020年美國人口普查的數據，當地共有人口365人，而人口密度為每平方千米11.06人。